# Pier Antonio Micheli
Pier Antonio Micheli (ur. 11 grudnia 1679 we Florencji, zm. 1 stycznia 1737 tamże) – włoski botanik i mykolog.

## Życiorys
Botaniką interesował się od młodości, jednak nie stać go było na żadne wykształcenie średnie. Zatrudnił się jako ogrodnik w ogrodzie botanicznym we Florencji. Tam wkrótce został asystentem Michała Anioła Tilli, profesora botaniki i dyrektora ogrodu botanicznego. Pod kierunkiem Bruno Tozziego uczył się botaniki i łaciny. Wspólnie założyli czasopismo Società Botanica Fiorentina. W czasopiśmie tym Michelini opisał odkryty przez siebie rodzaj roślin, któremu nadał nazwę Tozzia. B. Tozzi przedstawił go wielkiemu księciu Kośmie III Medyceuszowi. Dzięki finansowemu wsparciu wielkiego księcia w latach 1703–1710 Micheli dużo podróżował i zbierał okazy roślin i grzybów. W 1706 roku został mianowany dyrektorem ogrodów florenckich i profesorem na Uniwersytecie w Pizie.
Był kolekcjonerem okazów roślinnych i mineralnych. Podczas jednej z wypraw kolekcjonerskich w 1736 r. nabawił się zapalenia płuc, na które wkrótce potem zmarł we Florencji. Większość okazów zebranych przez Micheliego znajduje się w zielniku Uniwersytecie Florenckim i w Muzeum Historii Naturalnej we Florencji.

## Praca naukowa
Jego praca Nova plantarum wydana w 1729 r. była ważnym krokiem w poznaniu grzybów. W pracy tej podał opisy 1900 gatunków roślin i grzybów, z których około 1400 zostało opisanych po raz pierwszy. Wśród nich było 900 grzybów. M.in. opisał takie rodzaje grzybów jak Aspergillus, Botrytis, Polyporus, Mucor, Aspergillus, Clathrus. W pracy tej zawarł także informacje na temat „sadzenia, pochodzenia i wzrostu grzybów, śluzowców i roślin pokrewnych” i jako pierwszy wskazał, że grzyby mają ciałka rozrodcze lub zarodniki. Jego praca spotkała się ze sceptycznym przyjęciem przez innych botaników tamtych czasów.
Był wiodącym autorytetem w zakresie roślin zarodnikowych. Zauważył, że gdy zarodniki umieszczono na plastrach melona, powstał ten sam gatunek grzybów, z których pochodzą zarodniki. Na podstawie tej obserwacji stwierdził, że grzyby podobnie jak rośliny nie powstają przez samorództwo. Sformułował również system klasyfikacji grzybów z kluczami dla rodzajów i gatunków.
W nazwach naukowych opisanych przez niego taksonów dodawany jest skrót jego nazwiska P. Micheli.